# Ranzania
Ranzania is een monotypisch geslacht van straalvinnige vissen uit de familie van maanvissen (Molidae). Het geslacht is voor het eerst wetenschappelijk beschreven in 1840 door Nardo.

## Soort
- Ranzania laevis (Pennant, 1776)